# Selezione di pallavolo maschile di Gibilterra
La selezione maschile di pallavolo di Gibilterra è una squadra europea composta dai migliori giocatori di pallavolo di Gibilterra. La squadra è sotto l'egida della Federazione pallavolistica di Gibilterra (Gibraltar Volleyball Association). Attualmente Gibilterra non rientra nella ranking mondiale FIVB.

## Storia
La nazionale di Gibilterra non ha mai partecipato ad alcuna competizione.
Nonostante l'avvio del campionato europeo dei piccoli stati, la nazionale non ha mai partecipato alle qualificazioni per il torneo.
Non ha il diritto di partecipazione ai Giochi dei piccoli stati d'Europa.

## Partecipazioni a competizioni ufficiali
La selezione maschile di pallavolo di Gibilterra non si è mai qualificata ad alcuna competizione.